# Maki (バンド)
Maki（マキ、英語: Maki）は、日本のスリーピースロックバンド。所属事務所レーベルはTRUST RECORDS。バンドの由来はボーカルの山本響が当時引退を発表した堀北真希を襲名しようと思い立ったことから。

## メンバー
- 山本響（ボーカル・ベース）
- 佳大（ギター）
- まっち（ドラムス）

## 略歴
- 2015年
  - 名古屋にて結成。
- 2018年1月
  - 1st Mini Album「平凡の愛し方」にて全国デビュー。
- 2019年4月
  - 2nd Mini Album「グッド・バイ」ツアーファイナルにて、ビクターエンタテインメント「Getting Better Records」×「TRUST RECORDS」による共同インディーズレーベル「D.T.O.30.」(DON'T TRUST OVER 30.)への所属を発表。
- 2020年9月
  - 1st Full Album「RINNE」をリリースし、バンド史上最長となる全50公演のリリースツアー「大四喜」を開催。
- 2021年
  - 3月 3rd SG「落日」を2,000枚限定でサプライズリリースし全国各地で完売が続出。
  - 7月 初となるE.P作品「creep」をリリースし、自身最大キャパとなるZepp DiverCity公演を含む全国約40公演のツアーを開催・完走。
- 2022年
  - 1月 配信限定AL「Beginner’s (t)luck」をリリース。
  - 6月 配信シングル「boys & girls」をリリース。
  - 9月 大型全国ツアー“Maki Tour 2022「国士無双」”を開催、ツアーファイナルをZepp Nagoyaにて開催・完走。